# Тиждень відпустки
«Тиждень відпустки» (фр. Une semaine de vacances) — французький драматичний фільм 1980 року, поставлений режисером Бертраном Таверньє. Стрічка брала участь в основній конкурсній програмі 33-го Каннського міжнародного кінофестивалю, змагаючись за «Золоту пальмову гілку» .

## Сюжет
Дія стрічки відбувається в наші дні у французькому місті Ліоні. Молоду вчительку Лоранс Кюер (Наталі Бей), що викладає у школі французьку мову і літературу, завжди хвилювало і лякало те, що учні пасивні на уроках, що вони духовно спустошені. У дітях не пробудилися ті паростки моральної зрілості, які формують людину, що ненавидить жорстокість і насильство, здатну пожертвувати своїм благополуччям заради щастя іншого.
У Лоранс виникають сумніви: чи зможе вона вивести дітей зі стану байдужості до всього, що їх оточує, і до навчання, прищепити їм любов до літератури, високого мистецтва. Якщо ні, то вона не має права бути вчителькою. Ця думка настільки оволоділа Лоранс, що одного прекрасного дня вона не змогла увійти до класу. Вона бере тиждень відпустки, щоб опанувати себе й серйозно поміркувати над проблемою, що її хвилює.
Намагаючись пояснити, зрозуміти душевну черствість своїх підопічних, інертність, небажання самостійно мислити, Лоранс згадує дитинство, свої мрії і сумніви. І не знаходить відповіді. Вона сама ще не розуміє, що помилки і муки неминучі, якщо людина живе гідно, шукає, сумнівається, активно втручається в події, що відбуваються. Адже і для неї самої ще не все ясно в житті. Вона боїться глибокого почуття до коханої людини, не наважується мати дитину. Ось і школу вирішила кинути: а раптом це не її покликання? Але розмова з ученицею, яка поки що не вірить у свої сили, яку страхає самостійність, що настає, довгі роздуми, бесіди з батьком одного з учнів приводять до того, що любов до професії, яку вона колись вибрала, перемагає. Лоранс розуміє, що не зможе прожити без своїх учнів. Вона повертається до школи, упевнена в правильності свого вибору.

## У ролях
| • Наталі Бей       | … | Лоранс Кюер      |
| • Жерар Ланвен     | … | П'єр             |
| • Флор Фіцджералд  | … | Анн              |
| • Мішель Галабрю   | … | Маншерон         |
| • Жан Дасте        | … | батько Лоранс    |
| • Марі-Луїза Ебелі | … | мати Лоранс      |
| • Філіпп Долеґ     | … | Жак, брат Лоранс |
| • Женев'єва Возей  | … | Люсі             |
| • Філіпп Леотар    | … | доктор Сабуре    |
| • Філіпп Нуаре     | … | Мішель Діскомбе  |
| • Жан-Клод Дюран   | … | Філіпп           |
| • Нільс Таверньє   | … | Патріс           |

## Знімальна група
- Автор сценарію — Марі-Франсуа Ганс, Бертран Таверньє, Коло Таверньє
- Режисер-постановник — Бертран Таверньє
- Продюсер — Бертран Тавернье
- Виконавчий продюсер — Крістін Гозлан
- Оператор — П'єр-Вільям Гленн
- Композитор — П'єр Папад'ямонді
- Монтаж — Арман Псенні
- Художник-постановник — Жан-Батист Пуаро
- Художник по костюмах — Івет Бонне

## Нагороди та номінації
| Список нагород та номінацій              | Список нагород та номінацій | Список нагород та номінацій      | Список нагород та номінацій | Список нагород та номінацій | Список нагород та номінацій |
| Кінопремія                               | Рік                         | Категорія                        | Номінант(и)                 | Результат                   |                             |
| ---------------------------------------- | --------------------------- | -------------------------------- | --------------------------- | --------------------------- | --------------------------- |
| 33-й Каннський міжнародний кінофестиваль | 1980                        | Золота пальмова гілка            | Тиждень відпустки           | Номінація                   |                             |
| Міжнародний кінофестиваль у Чикаго       | 1980                        | Золотий Г'юго за найкращий фільм | Тиждень відпустки           | Номінація                   |                             |
| Премія «Сезар»                           | 1981                        | Найкраща акторка                 | Наталі Бей                  | Номінація                   |                             |